# John Mark Ainsley
John Mark Ainsley OBE (* 9. Juli 1963 in Crewe, Cheshire, England) ist ein englischer Opernsänger (lyrischer Tenor).

## Leben
John Mark Ainsley begann seine musikalische Ausbildung in Oxford. Anschließend wurde er von Diane Forlano weiter ausgebildet. 1990 hatte er sein Amerika-Debüt mit Konzerten in New York und Boston und 1992 in Deutschland mit den Berliner Philharmonikern. Seinen ersten Auftritt in Österreich hatte er 1993 beim Wiener Musikverein mit der Matthäuspassion und der Johannespassion unter der Leitung von Peter Schreier. Die Rolle des Evangelisten in Bachs Passionen wurde zu einem wichtigen Teil in seinem Repertoire. Weiterhin bekannt ist Ainsley als Interpret deutscher Lieder.
Im weiteren Verlauf seiner Karriere folgten Rollen an der Berliner Philharmonie, der Wiener Philharmonie, der London Symphony und der New Yorker Philharmonie unter Kurt Masur, um nur einige wichtige Stationen zu nennen. Seine Diskografie umfasst bisher bereits mehr als 100 Aufnahmen.
2007 wurde er mit dem Royal Philharmonic Society Singer Award ausgezeichnet.